# Eugenio Geiringer
Eugenio Geiringer, né le 25 février 1844 à Trieste et décédé le 18 novembre 1904, est un architecte et ingénieur italien qui exerça son œuvre dans le contexte austro-hongrois de l’époque. 
Il s’est illustré en diffusant à Trieste une architecture originale qui s’est éloignée du modèle néo-classique en vogue, tout en poursuivant une intense vie politique qui devait profondément façonner la vie triestine. Il laisse un héritage riche et varié.

## Éléments biographiques
D’une famille de sept enfants au sein d’une grande et illustre famille bourgeoise, il était le fils de Ruben Isach Roberto Geiringer (Gairinger) et de son épouse Eva, née Morpurgo. La famille de banquiers d’origine austro-hongroise Morpurgo était à l’origine (1838) de la fondation des Assicurazioni Generali à Trieste. Le nom de famille Geiringer (Gairinger) est d’origine austro-hongroise et dérive du nom du village Gajary, situé au nord de Bratislava en Slovaquie.
Eugenio Geiringer étudia tout d’abord à l’Accademia di Commercio e di Nautica (l’actuel Istituto Statale di Istruzione Superiore Nautico Tomaso di Savoia Duca di Genova di Trieste) illustre établissement voulu et créé par l’impératrice Marie Thérèse d’Autriche en 1774. Puis il suivit des cours en Mathématiques auprès de l’Université de Padoue en même temps qu’il travaillait en tant qu’employé technique auprès de la Riunione Adriatica di Sicurtà (l’actuel RAS Holding- Allianz Spa, compagnie d’assurance fondée à Trieste en 1838). Il obtint son diplôme d’ingénieur en 1864 et commença sa carrière en tant qu’ingénieur assistant dans la construction de l’usine à gaz de la ville de Trieste, puis durant de longues années en tant que professeur auprès de la Scuola Triestina di Disegno dans les secteurs du dessin géométrique, mécanique et industriel. Il se spécialisa dans la construction d’implantations lumineuses à gaz et dirigea pour le compte de la société Laidlaw & Son de Gasgow la construction des usines à gaz et des équipements connexes dans les villes de Caltanisetta et de Sciacca en Sicile. Il revint à Trieste en 1868 en reprenant son poste de professeur en tant que suppléant à la chaire de dessin pour la Civica Scuola Reale.
Il fut directeur de la Banca Triestina di Costruzioni de 1872 à 1877. Peu après avoir obtenu son diplôme d’ingénieur civil, il épousa le 28 septembre 1874 Ortensia Luzzatti de laquelle il aura sept enfants. Très amoureux de son épouse et grand amateur de fleurs il lui fit dédier un camélia rose qui porte toujours son nom : Camellia japonica Ortensia Luzzatti. Il dédia également un belvédère (aujourd’hui disparu) construit sur les hauteurs d’Opicina à son épouse en lui donnant le nom de vedetta Ortensia en référence à son prénom.
De 1882 jusqu’à son décès, il fut le président de la Società degli Ingegneri e degli Architetti di Trieste et fut l’auteur de nombreux projets et monographies concernant le développement ferroviaire en Carinthie, dans le Frioul-Vénétie Julienne, l’actuelle Slovénie, l’Istrie et le passage des Alpes. Il a été l’initiateur de la ligne ferroviaire Vienne-Trieste qui passe par les Tauern autrichiens (italien : Tauri), la ville de Bohinj dans l’actuelle Slovénie (allemand : Wochein), Opicina, Trieste, San Andrea. A Trieste il s’occupa de la réalisation d’un tunnel de contournement. Il réalisa également le projet d’élargissement du port de Muggia.
L’un de ses fils Pietro Geiringer (1886-1944) qui était depuis 1938 codirecteur de la société d’assurances Assicurazioni Generali de Trieste, disparut avec son épouse Francesca "Fanny" Vivante (1898-1942) dans le camp d’extermination d’Auschwitz (polonais : Oświęcim) en 1944, après avoir été détenu (1943) dans les prisons de Portogruaro - Vénétie, de Venise et dans le camp de Fossoli - Emilie-Romagne (1944).

## Le tram d’Opicina
En 1899 la ville de Trieste adopta le projet de tram d’Eugenio Geiringer pour la construction de la ligne Trieste-Opicina, qui impliquait du fait de la forte déclivité du terrain (une différence de 348 m et une pente moyenne de 8 % pouvant atteindre ponctuellement 26 %) une attention tout à fait particulière. C’est un système mixte combinant tram à traction électrique et crémaillère (système Strubb, remplacée en 1928 par un funiculaire) qui fut choisi et qui n’a pas son équivalent ailleurs dans le monde. La ligne part de la piazza Caserma (aujourd’hui piazza Oberdan) et gagne ensuite la pente raide de Scorcola et à travers les bourgades de Cologna, Conconello et Banne avant d’atteindre Opicina, le tout à 7 km/h. La mise en œuvre et la gestion des travaux sont confiées à la Società Anonima delle Piccole Ferrovie di Trieste, établie en 1901 avec capital privé. Eugenio Geiringer en exerça les fonctions de directeur. La Société obtint une concession pour 50 ans qui sera prolongée jusqu’en 1961. 
Les travaux durèrent un an et l’ouvrage était achevé à la fin de l’été 1902. Le tram fut inauguré le 10 septembre 1902, exactement deux années avant la disparition d’Eugenio Geiringer, dans un grand élan de joie par la population triestine.
Mais l’enthousiasme ne dura pas longtemps: dans les premières heures du 10 octobre 1902 et ce à peine à un mois de son ouverture, un accident se produisit : par un jour de fort vent (la Bora), l’une des motrices commença à descendre la colline à grande vitesse et heurta une maison, heureusement, il n’y eut pas de victimes, mais le tramway fit l’objet de critiques acerbes sur la sécurité des systèmes vite corrigés. 
Cet incident inspira une célèbre chanson populaire triestine el tram di Opcina ou encore appelée la Bora et qui est toujours très en vogue en Italie et à Trieste :
El tram di Opcina (chanson en dialecte triestin de 1902) :
“E anche el tram de Opcina xe nato disgrazià - vignindo zò per Scorcola una casa’l ga ribaltà - Bona de Dio che jera giorno de lavor - che dentro no ghe jera che’l povero frenador”

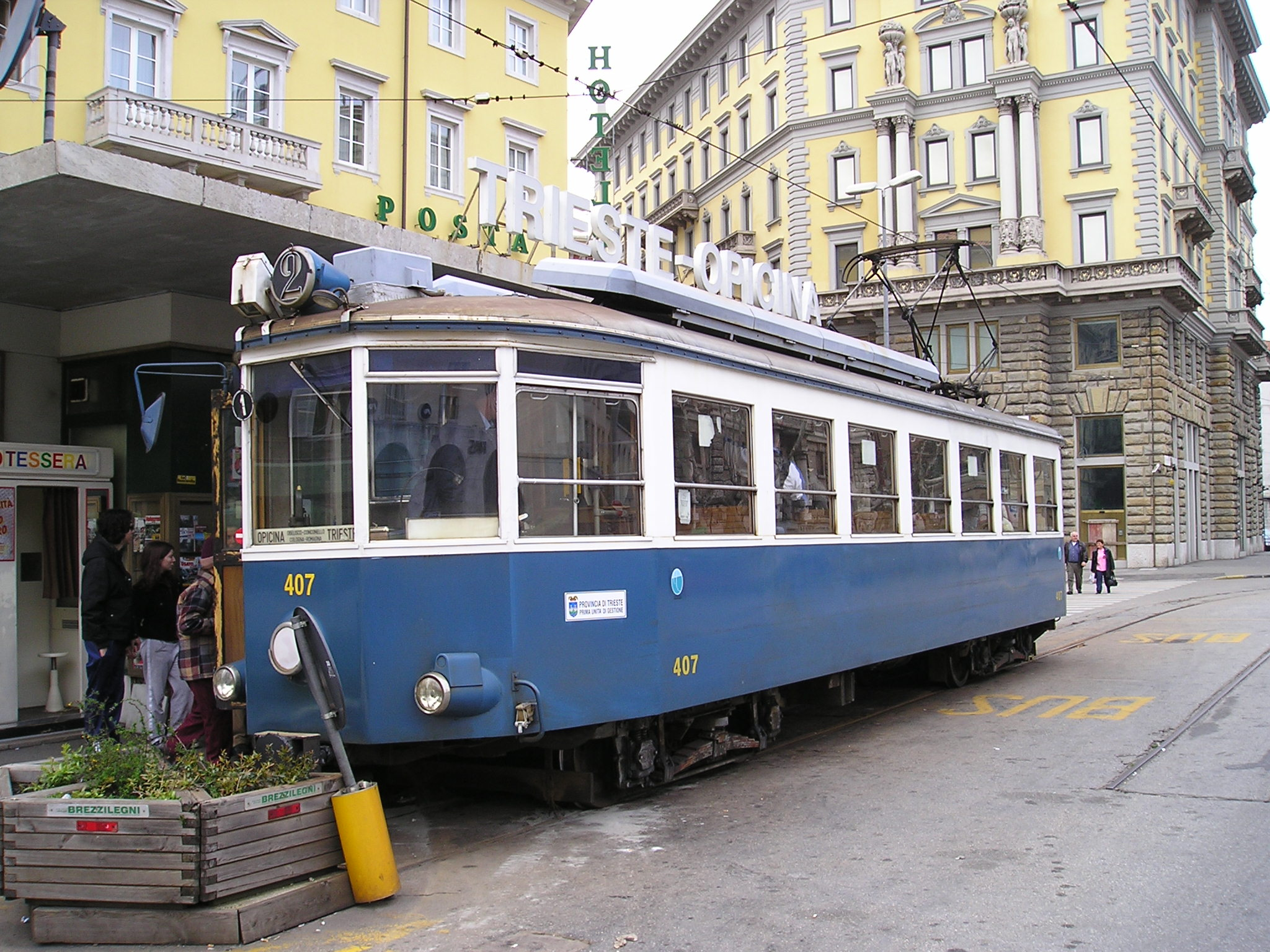
Le tramway historique de la ligne Trieste-Opicina
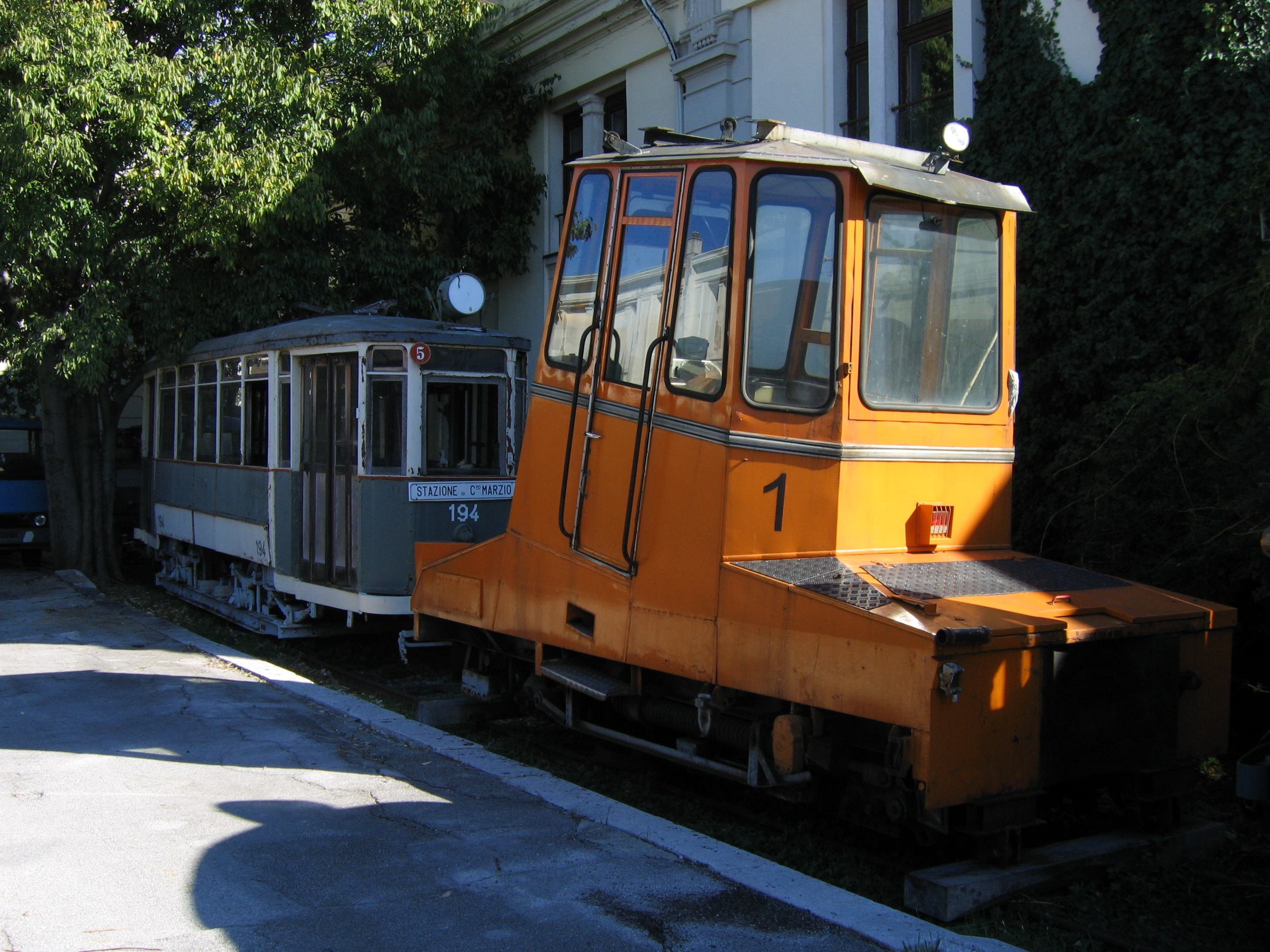
L’ancien tramway de 1976 (Musée ferroviaire)

## Vie politique et sociale
Il fut membre du parti Partito Liberale Nazionale qui militait pour la cause irrédentiste. Le Partito Liberale Nazionale comprenait des personnalités comme Giacomo et Felice Venezian, Camillo Ara et Teodoro Mayer, fondateur en 1881 du journal Il Piccolo, qui reste toujours le quotidien principal de Trieste et de sa région. À la suite de son engagement politique, il fut élu en tant que conseiller municipal de Trieste en 1877, puis député à la Diète Provinciale. Eugenio Geiringer avait renoncé vers 1885 avec d’autres de ses ex-coreligionnaires à sa judaïcité (Moisè Luzzatto, Felice Venezian, Jacopo Liebmann…). L’affaire fit grand bruit et fut reprise dans la presse. (voir les articles de janvier et de février 1886 du journal l’Allabarda de Trieste) ; voir aussi le livre : Il mondo ebraico publié par Giacomo Todeschin en 1991, Pier Cesare Loly Zorattini, page 484).
Il exerça aussi les fonctions de président pour la Commissione pubbliche costruzioni, membre de la Commissione all’istruzione, du Consiglio superiore della Cassa di Risparmio et d’autres structures administratives diverses, sans oublier ses fonctions de curateur des musées civiques d’antiquité et d’histoire naturelle de Trieste (Civici Musei di Antichità e di Storia Naturale).
De 1886 à 1892 il fut président du club alpin, la Società Alpina delle Giulie dont il était l’un des fondateurs. Parmi d’autres fonctions il gardait en outre les fonctions de vice-président de la Società d’abbellimento della città di Trieste, de directeur et de président de la Società d’Igiene et directeur de la Società delle Corse. Il cessa d’exercer son mandat de conseiller municipal de Trieste en 1902 tout en poursuivant ses activités d’ingénieur et d’architecte. Il meurt le 18 novembre 1904. Une rue de la ville porte son nom.

## Son œuvre architecturale

### Hôtel de ville de Trieste

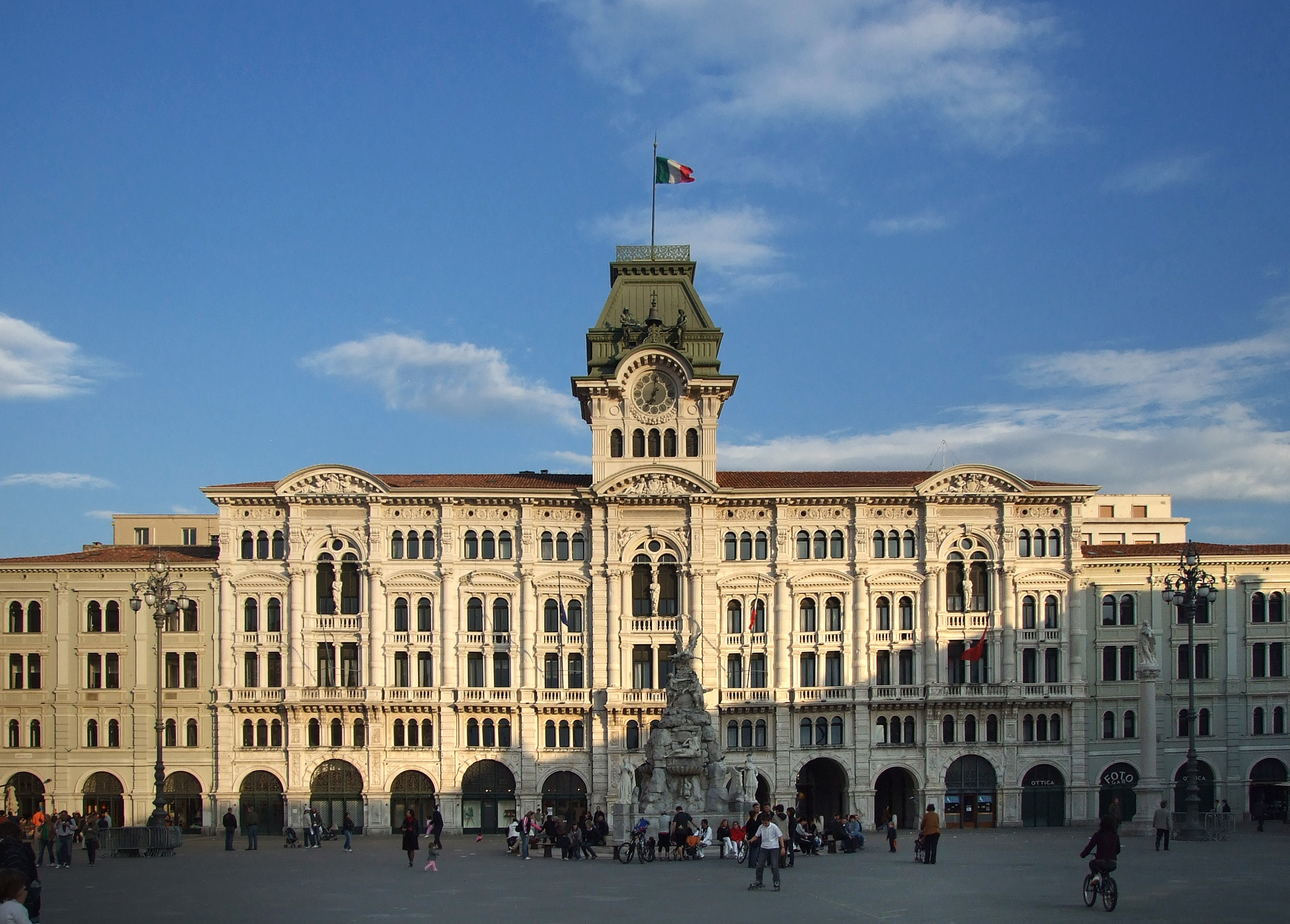
Trieste - Hôtel de ville

Eugenio Geiringer dirigea de 1872 à 1877 les travaux de construction du Palazzo Municipale de la ville de Trieste, encore appelé Palazzo Comunale di Trieste, situé piazza Unità d'Italia. Le Palazzo Municipale fut construit sur un projet de l’architecte triestin Giuseppe Bruni (1827-1877). Il présente un corps central richement décoré surmonté de la Torre dell’Orologio et de deux ailes d’une facture plus sobre. Au sommet de la Torre dell’Orologio, deux personnages en bronze battent les heures. Du fond de la prestigieuse Piazza Unità d'Italia, le Palazzo Municipale fait face à la mer.

### Casa Stratti à Trieste
La façade de la Casa Stratti, aussi nommée, Palazzo Stratti, qui donne sur la Piazza Unità d'Italia, fut bâtie en 1872 sur le projet des architectes Eugenio Geiringer et Domenico Righetti. Elle est l’expression des dernières phases du style néo-classique triestin.

### Grand hôtel Duchi d'Aosta de Trieste

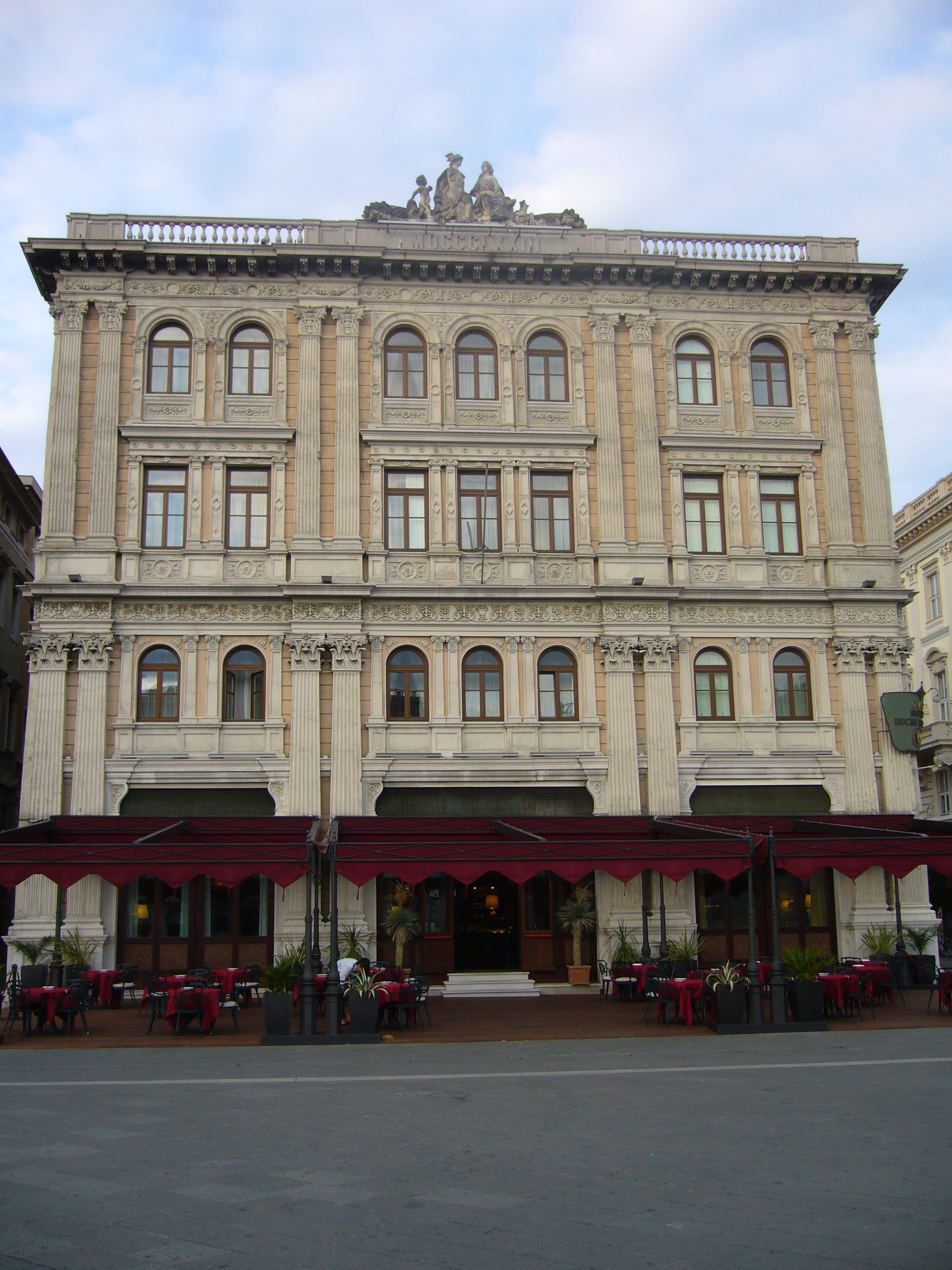
Trieste - hôtel Duchi d’Aosta

En 1872, le fonds d’investissement foncier des assurances Assicurazioni Generali chargea Eugenio Geiringer du projet et de la construction, piazza Unità d'Italia près du Palazzo Pitteri, d’un nouvel hôtel qui s’appelait à l’origine hôtel Garni et qui devait prendre le nom d’hôtel Vanoli. Eugenio Geringer s’attacha également à l’aménagement de son restaurant en lui donnant un cachet tout à fait dans le goût de la « belle époque ». En 1912, l’Hôtel Vanoli fut électrifié puis pris bien plus tard (1972) l’actuel nom de grand hôtel Duchi d’Aosta. Ce prestigieux bâtiment fut construit en 1873 et présente aujourd’hui ses belles façades d’un goût et style français, l’une donnant à droite de la piazza Unità d'Italia et l’autre sur front de mer. L’histoire de cet établissement est très antique puisqu’à sa place s’élevait déjà en l’an 300 l’Hospitium Magnum le long des débarcadères de Trieste qui offrait aux voyageurs gîte et couvert. Entre 1727 et 1732 un nouvel établissement, l’Osteria Grande fut construite sur les fondations de l’ancien Hospitium Magnum. Cet hôtel fut peu à peu agrandi et transformé prenant le nom de Locanda Grande. En 1768 le célèbre archéologue Johann Joachim Winckelmann y fut assassiné par son amant Francesco Arcangeli et ce fait divers donna lieu à maintes légendes. Il fut démoli en 1847 avant d’être remplacé par l’actuel grand hôtel Duchi d’Aosta sur le projet d’Eugenio Geiringer en 1873. L’architecte Raoul Puhali (1904-1980) restructura plus tard ce prestigieux établissement. Le grand hôtel Duchi d’Aosta accueillit au cours de son histoire des personnalités diverses et illustres : l’Infante d’Espagne Marie épouse du roi Ferdinand, Frédéric de Gonzague duc de Mantoue, le vice-amiral Horatio Nelson, Giacomo Casanova, Carlo Goldoni et beaucoup d’autres. Cette magistrale contribution de l’architecte Eugenio Geiringer a permis l’émergence à Trieste d’une des plus belles places d’Europe.

### Palazzo delle Assicurazioni Generali de Trieste

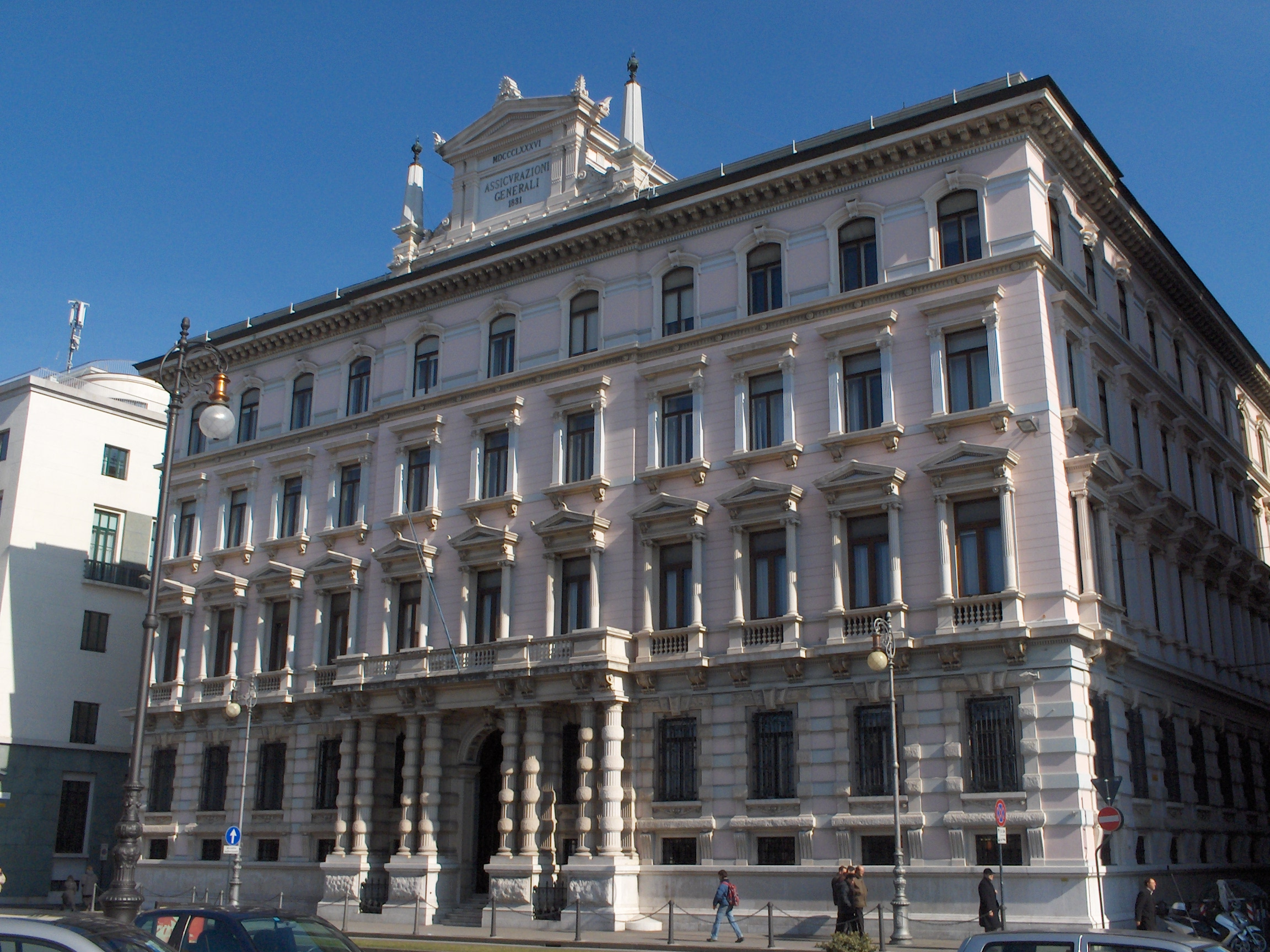
Trieste - Palazzo delle Assicurazioni Generali

En 1833, la direction générale de l’assurance Assicurazioni Generali de Trieste chargea l’architecte Eugenio Geiringer de la construction d’un nouveau bâtiment de prestige, à partir duquel l’on pourrait visualiser l’ensemble du golfe et du port de Trieste. Il s’ensuivit une belle construction de style néo-grec très en vogue à l’époque et qui, à ce jour, est l’un des plus intéressants témoignages d’architecture triestine du XIXe siècle. L’élégante façade qui donne sur front de mer est caractérisée par un avant-corps central constitué d’une colonnade soutenant les balcons du premier étage. Le bâtiment est dominé par un pignon, flanqué de deux obélisques, où figure l’inscription Assicurazioni Generali ainsi que l’année de fondation de la société (1831) par un membre de la famille Morpurgo (de la famille de l’épouse de Eugenio Geiringer). L’entrée se présente comme un grand hall comportant quatre colonnes de calcaire. Autrefois, un escalier majestueux menait à l’étage mais il fut démoli en 1965 pour être remplacé par un autre escalier sans intérêt ainsi qu’un ascenseur et pour gagner de la place.

### Palazzo del Lloyd austro-ungarico de Trieste

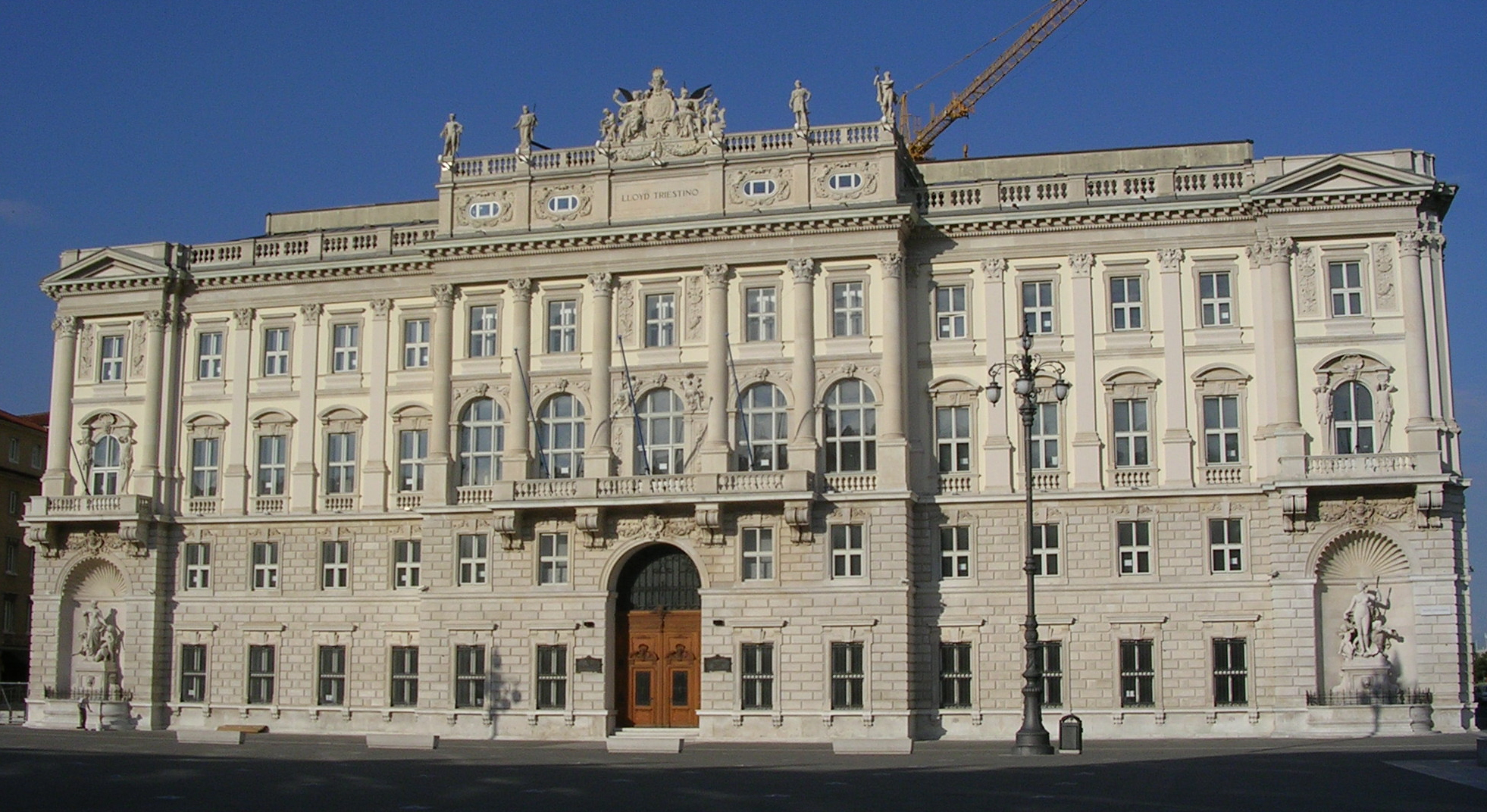
Trieste - Lloyd austro-ungarico

Il est construit piazza Unità d'Italia de 1880 à 1882 par le célèbre architecte viennois Heinrich von Ferstel. Le maître d’œuvre en est un autre architecte viennois Josef Horwath, assisté dans la construction de l’ouvrage par les architectes Geiringer, Vallon, Fumis et Jessersitz de Trieste. Eugenio Geiringer est chargé avec ses collègues architectes de Trieste de la planification et du suivi de la construction des murs du prestigieux bâtiment.

### Théâtre Verdi de Trieste

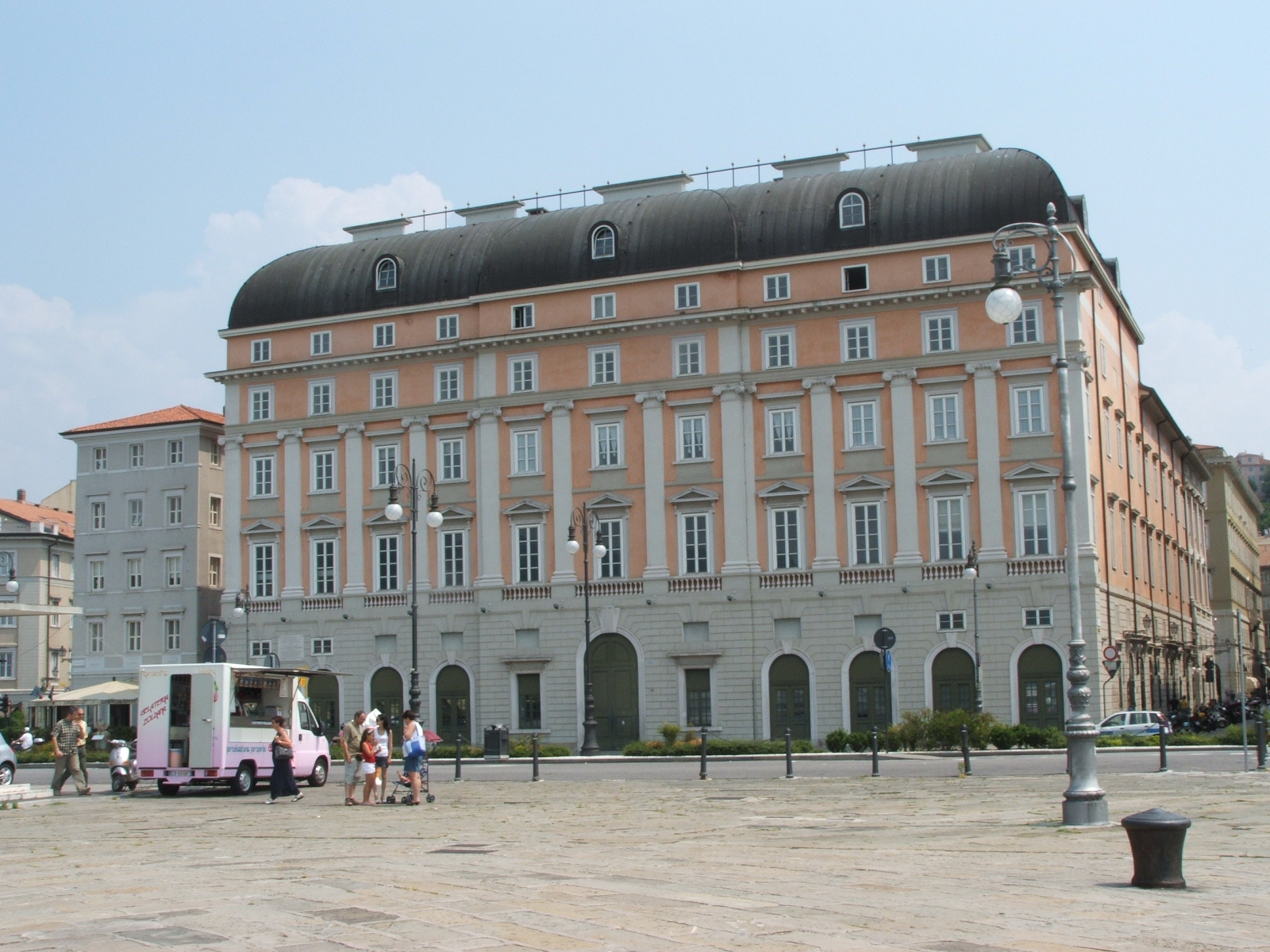
Trieste - Teatro Verdi, façade arrière sur projet d’Eugenio Geiringer

En 1884, Eugenio Geiringer est chargé de la construction de la façade tournée côté mer du célèbre Teatro Verdi de Trieste. Il va prendre en modèle les éléments de la façade principale œuvre de l’architecte Matteo Pertsch. Pertsch s’était librement inspiré du théâtre de la Scala de Milan. A l’étage de prestige de l’édifice se trouve l’antique salle de bal ou Ridotto construite par Tommasini en 1800 sur un projet de l’architecte G. Selva. Eugenio Geiringer va se charger dès 1882 de sa rénovation tout en réduisant sa belle proportion rectangulaire mais en conservant ses belles colonnes ioniennes qui soutiennent une galerie.

### Villa Geiringer de Scorcola
La villa Geiringer, aussi appelée le petit château Castelletto de Scorcola a été construite via Ovidio par son propriétaire l’architecte Eugenio Geiringer en 1896 sur un bâtiment préexistant sur sa propriété et qui datait de 1888. La villa qui domine tout le golfe de Trieste a l’aspect d’un petit château d’aspect néo-médiéval. Durant la Seconde Guerre mondiale elle servit de siège au Genralkommando de la garnison de l’Axe et fut l’une des poches de résistance allemande avant l’arrivée des troupes Yougoslaves à Trieste. Selon un témoignage de Monseigneur Antonio Santin (1895-1981) à l’époque évêque (1938) puis archevêque (1963) de Trieste-Capodistria, un passage souterrain reliait la villa à l’hôpital militaire. La villa Geiringer est devenue aujourd’hui l’European School of Trieste, fondée en 1980. L’ European School of Trieste est une école de modèle anglais intégrée au système scolaire italien.

### Villa Fausta de Trieste
Eugenio Geiringer agrandit et modifia cette villa construite au numéro 5, Salita di Gretta, en 1855 par l’ancien maire de Trieste Muzio Giuseppe Spirito de’Tommasini (1794-1879), qui était aussi un célèbre botaniste. Le nom de villa Fausta a pour origine le prénom de Livia Fausta Veneziani qui fut plus tard propriétaire des lieux et l’épouse du célèbre écrivain Italo Svevo (1861-1928). Italo Svevo résida quelque temps dans cette villa.

### Belvédère Ortensia d'Opicina
Le belvédère appelé vedetta Ortensia fut le premier à avoir été installé par la Société Alpine de Trieste dont le président, mais aussi l’un des fondateurs, était Eugenio Geiringer. Il en fut aussi le financeur, le concepteur et l’architecte tout en le dédiant à son épouse en lui donnant son prénom d’Ortensia. Le belvédère fut inauguré le 23 novembre 1890 mais ce petit édifice fut détruit au cours de la Première Guerre mondiale pour raisons stratégiques. Ses ruines se trouvent non loin de l’actuel aqueduc de Trieste et proche de l’obélisque d’Opicina.

### Restaurant de la brasserie Dreher de Trieste
Eugenio Geiringer et l’architecte Gustavo Pulitzer-Finali avaient été chargés de l’aménagement du restaurant-brasserie de l’ex-fabrique de bière Dreher (fondée en 1865). Le restaurant était situé piazza della Borsa en plein centre de la ville de Trieste.

### Villa Basevi de Trieste

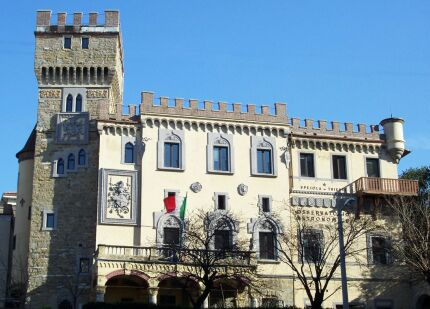
Trieste - Villa Basevi (siège historique de l’observatoire)

Cette villa en forme de château fort néo-médiéval est située au 11, via Tiepolo à la périphérie de Trieste. Elle était une propriété des marquis Diana et fut acquise par le chevalier Giuseppe Basevi en 1895. Le 14 avril de cette même année à 20:17 la ville de Trieste est secouée par un violent tremblement de terre. L’épicentre est situé dans la proche Ljubljana et son intensité est de 6,1 sur l’échelle de Richter. 10 % des édifices de Ljubljana sont détruits. Giuseppi Basevi fait alors amplifier et transformer la villa par l’architecte Eugenio Geiringer aux dimensions d’un château et dès la fin des travaux le 27 mars 1898, cède sa villa en location au gouvernement austro-hongrois d’alors pour y transférer l’observatoire Zentralanstalt für Meteorologie und Geodynamik et pour y installer de façon correcte un sismographe de type Rebeur-Ehrlet à 3 pendules horizontaux non amortis ainsi qu’un observatoire astronomique. Le bâtiment remanié par Eugenio Geiringer est resté le siège historique de l’Observatoire Astronomique de Trieste.

### Palazzo della Banca d'Italia de Trieste
Le Palazzo della Banca d’Italia se situe au 141, via Cavour à Trieste. Il fut construit en style néorenaissance italienne par Eugenio Geiringer et l’architecte austro-hongrois Müller tout au début du XXe siècle. Il se présente comme un impressionnant bâtiment massif et très richement orné à trois étages avec un rez-de-chaussée surélevé. L’entrée principale est surmontée d’un balcon d’honneur représentatif.

### Palazzo delle Assicurazioni Generali de Rome

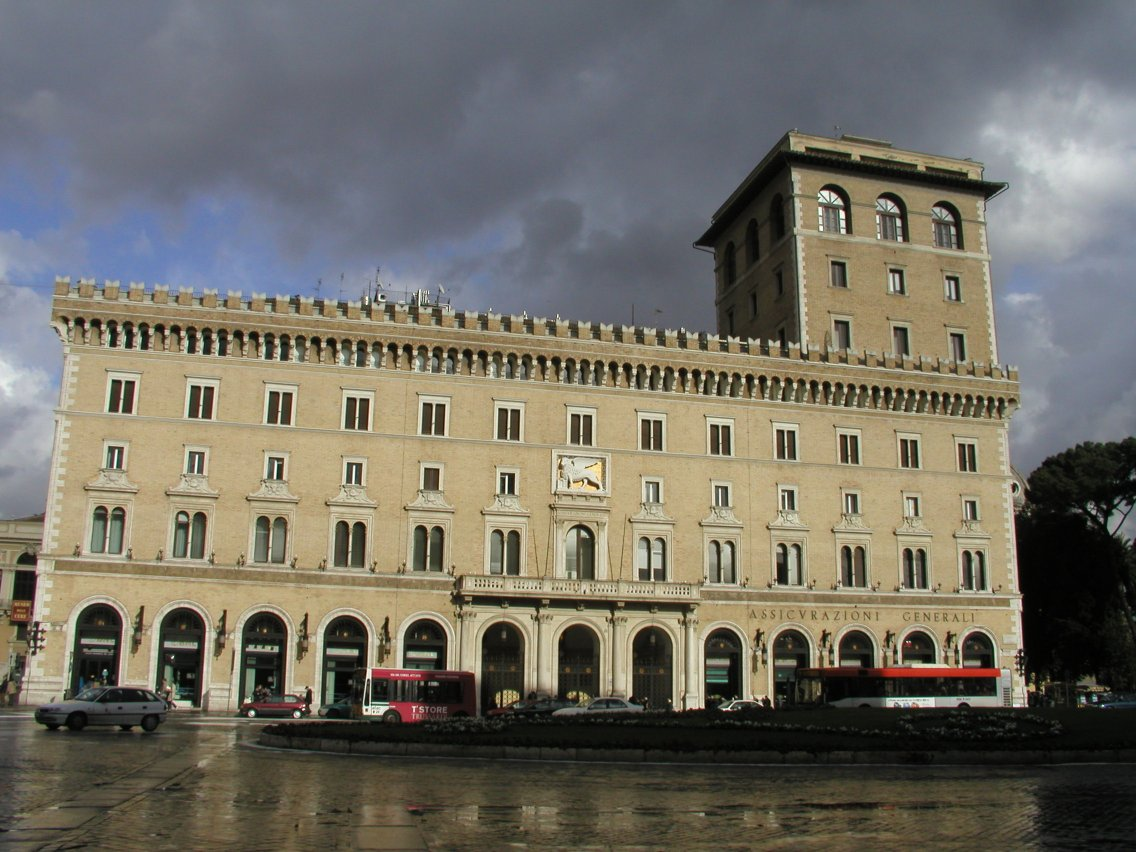
Rome - Palazzo delle Assicurazioni Generali

De 1902 à 1904 Eugenio Geiringer dessina puis dirigea jusqu’à sa disparition survenue en 1904, les premiers travaux de construction du siège principal des assurances Assicurazioni Generali, piazza Venezia à Rome. Il utilisa habilement un effet de symétrie, en copiant la forme et les dimensions de l’ancien Palazzo Venezia ou Palazzo Barbo (1455-1467). La façade est de l’architecte Giuseppe Sacconi. Il s’agit d’un long bâtiment de style néorenaissance de trois étages avec donjon ou tour d’angle au Sud-Ouest. Le rez-de-chaussée est constitué de grandes arcades. L’entrée principale est surmontée d’un balcon d’honneur et d’un cartouche ancien d’époque Renaissance représentant le lion de Saint-Marc provenant d’un ancien bastion de la ville de Padoue. Le projet fut retravaillé et repris par les architectes Alberto Manassei, Arturo Pazzi, et Guido Cirilli de 1906 à 1911.